# Veres Győző
Veres Győző (Berekböszörmény, 1936. június 13. – Melbourne, 2011. február 1.) a magyar súlyemelés első világbajnoka, mesteredző.

## Élete
A Debreceni Református Kollégiumba járt az ötvenes évek elején, ahol felfedezte a súlyemeléshez való tehetségét.
1973-ban elhagyta az országot, előbb Törökországban edzősködött, majd 1975-ben Ausztráliában telepedett le, ahol egy autójavító üzemben dolgozott nyugdíjazásáig. 2006-ban egy enyhébb agyvérzésen esett át, a magas vérnyomásának leszorítását követően egy ötórás csípőprotézis-műtétet hajtottak végre rajta.

## Pályafutása

### Súlyemelőként
Sportpályafutásának első lépéseit a világhírnév felé Debrecenben tette meg. A Debreceni Honvéd súlyemelőtermébe gyakorolt. Súlycsoportja eleinte a váltósúly (75 kg) volt, egyre jobban megerősödve a középsúly (82,5 kg) következett. Négy hónap múlva indult az első versenyén, amelyen nyomásban: 70 kg, szakításban: 70 kg, lökésben: 90 kg, összetettben: 230 kilót teljesített. 
Első edzője, az idős Székely László volt. 1954-ben ifjúsági bajnok lett, egy évvel később a felnőttek között is aranyérmet szerzett. 1957 elején a Csepel SC súlyemelő szakosztályába igazolt, amely az ország akkoriban legerősebb szakosztálya volt. Később a Tatabányai Bányász Sport Club egyesületébe igazolt. 1963 decemberétől a Magyar Testnevelési és Sportszövetség országos tanácsának tagja lett. 1970-ig versenyezett, majd három éven keresztül edzősködött.

### Sportvezetőként
Sportolóként, edzőként makacsnak (egyéni eredményességére épített), öntörvényűnek tekintették. Szakmai munkásságát elismerve a válogatott versenyzők felkészítését Orvos Andrással megosztottan végezte. Az edzői munkában kialakult feszültség, megosztottság enyhítésére, megoldására Aján Tamást helyezték a Magyar Súlyemelő-szövetség főtitkári pozíciójába. Veresnek távoznia kellett a kiválasztott válogatott sportolók edzői tevékenységétől. 
Ezért is kínálták fel számára a törököktől 1973-ban érkezett ajánlatot, melyet elfogadott, és 1973. augusztus 1-en hivatalosan kiutazott Ankarába edzőnek. Később ajánlatot kapott Ausztráliából a válogatottjuk felkészítésére. Az új szerződéséhez itthon nem járultak hozzá, ezért engedély nélkül utazott ki 1975. február 12-én Ausztráliába. Az új szerződés nem bizonyult stabilnak, költségcsökkentés címén a kormány megvonta a támogatást a sporttól. Később, még öt hónapig lehetett főállású edző az ausztrál válogatott mellett. Azután már csak más munka mellett tudott edzősködni; fiatalokkal foglalkozott.

## Világcsúcsai
Hozzáférhető források szerint 18 világcsúcsot ért el, amelyek közül 2 nem volt hivatalos. Egy interjúban azonban 19 világcsúcsáról beszél.
| Fogásnem      | Eredmény   | Súlycsoport | Helyszín    | Dátum               |
| ------------- | ---------- | ----------- | ----------- | ------------------- |
| nyomás        | 143 kg     | 75 kg       | Budapest    | 1961 november 11.   |
| nyomás        | 146 kg     | 75 kg       | Budapest    | 1961 november 11.   |
| nyomás        | 155 kg     | 82.5 kg     | Budapest    | 1962 május 5.       |
| nyomás        | 157.5 kg   | 82.5 kg     | Budapest    | 1962 június 3.      |
| lökés         | 180.5 kg   | 82.5 kg     | Budapest    | 1962 június 3.      |
| összetett (3) | 465 kg     | 82.5 kg     | Budapest    | 1962 június 17.     |
| lökés         | 187.5 kg   | 82.5 kg     | Szombathely | 1963 február 22.    |
| összetett (3) | 470 kg ‡   | 82.5 kg     | Szombathely | 1963 február 22.    |
| lökés         | 184 kg †   | 82.5 kg     | Budapest    | 1963 június 4.      |
| nyomás        | 160 kg     | 82.5 kg     | Budapest    | 1963 május 5.       |
| összetett (3) | 465 kg     | 82.5 kg     | Budapest    | 1963 május 5.       |
| lökés         | 185 kg     | 82.5 kg     | Stockholm   | 1963 szeptember 11. |
| összetett (3) | 477.5 kg   | 82.5 kg     | Stockholm   | 1963 szeptember 11. |
| lökés         | 190 kg     | 82.5 kg     | Berlin      | 1966 október 19.    |
| összetett (3) | 480 kg     | 82.5 kg     | Berlin      | 1966 október 19.    |
| összetett (3) | 485 kg     | 82.5 kg     | Berlin      | 1966 október 19.    |
| nyomás        | 163.5 kg   | 82.5 kg     | Tatabánya   | 1966 november 27.   |
| nyomás        | 160.5 kg ‡ | 82.5 kg     | Szombathely | 1966                |

† Valószínűleg elírás (forrás: chidlowski.net).
‡ Nem hivatalos világcsúcs

## Eredményei

### Olimpiai szereplések
- 1960. évi nyári olimpiai játékok, váltósúly –  Bronz
- 1964. évi nyári olimpiai játékok, középsúly –  Bronz
- 1968. évi nyári olimpiai játékok, középsúly – 4. hely

### Világbajnokságok
| Év   | Helyezés | Nyomás   | Szakítás | Lökés    | Összetett | Súlycsoport |
| ---- | -------- | -------- | -------- | -------- | --------- | ----------- |
| 1961 | 2.       | 142.5 kg | 117.5 kg | 160 kg   | 420 kg    | 75 kg       |
| 1962 | 1.       | 155 kg   | 130 kg   | 175 kg   | 460 kg    | 82.5 kg     |
| 1963 | 1.       | 155 kg   | 137.5 kg | 185 kg   | 477.5 kg  | 82.5 kg     |
| 1964 | 3.       | 155 kg   | 135 kg   | 177.5 kg | 467.5 kg  | 82.5 kg     |
| 1966 | 2.       | 157.5 kg | 137.5 kg | 190 kg   | 485 kg    | 82.5 kg     |

### Európa-bajnokságok
| Év   | Helyezés | Nyomás   | Szakítás | Lökés    | Összetett | Súlycsoport |
| ---- | -------- | -------- | -------- | -------- | --------- | ----------- |
| 1959 | 3.       | 120 kg   | 117.5 kg | 152.5 kg | 390 kg    | 75 kg       |
| 1960 | 2.       | 122.5 kg | 120 kg   | 155 kg   | 397.5 kg  | 75 kg       |
| 1961 | 2.       | 142.5 kg | 117.5 kg | 160 kg   | 420 kg    | 75 kg       |
| 1962 | 1.       | 155 kg   | 130 kg   | 175 kg   | 460 kg    | 82.5 kg     |
| 1963 | 1.       | 155 kg   | 137.5 kg | 185 kg   | 477.5 kg  | 82.5 kg     |
| 1966 | 2.       | 157.5 kg | 137.5 kg | 190 kg   | 485 kg    | 82.5 kg     |

## Emlékezete
Születésének 76. évfordulóján szülőhelyén emléktáblát avattak tiszteletére. Hamvait 2012. június 24-én a Szent István-bazilika altemplomában helyezték el.

## Díjai, elismerései
- A Magyar Népköztársaság Kiváló Sportolója (1962)[6]